# Bahamas i olympiska sommarspelen 1972
Bahamas deltog med 20 deltagare vid de olympiska sommarspelen 1972 i München. Ingen av landets deltagare erövrade någon medalj.